# Sargocentron violaceum
Sargocentron violaceum (Bleeker, 1853) è un pesce osseo marino appartenente alla famiglia Holocentridae

## Distribuzione e habitat
S. violaceum è distribuito nell'Indo-Pacifico dalle Comore, le Seychelles e le Maldive a ovest alle isole della Società, a nord fino alle Ryūkyū e a sud fino alla grande barriera corallina australiana. È una specie complessivamente poco comune dappertutto.
Vive nelle barriere coralline in aree con una grande crescita di coralli, in ambienti vari.
La distribuzione batimetrica va da 1 a 30 metri, di solito al di sopra di 15 metri.

## Descrizione
L'aspetto di questa specie è simile a quello di Sargocentron spiniferum, da cui è distinguibile per la colorazione molto diversa e per la taglia inferiore. La livrea del corpo è rosso violacea o bruno violacea con una linea chiara argentea verticale su ogni scaglia e la testa rossa. La parte alta del bordo dell'opercolo branchiale ha una barra subverticale rossa. La parte spinosa della pinna dorsale è violacea, le altre pinne sono trasparenti con riflessi viola. La spina sul preopercolo è velenifera.
Raggiunge eccezionalmente i 45 cm di lunghezza massima, comunemente non supera i 25 cm.

## Biologia

### Comportamento
È notturno come tutti gli Holocentridae, passa il giorno nascosto in angusti rifugi. È una specie solitaria e diffidente, difficile da avvistare.

### Alimentazione
Si nutre di crostacei bentonici e piccoli pesci.

## Pesca
Questa specie non è soggetta a pesca.

## Conservazione
Sebbene si tratti di una specie non comune è distribuita su un ampio areale e non sembra soggetta ad impatti antropici. Per questo la lista rossa IUCN la classifica come "a rischio minimo".